# Худяков, Василий Леонидович
Василий Леонидович Худяков (род. 10 ноября 1983) — российский художник, живописец, приверженец реалистической школы живописи. Член Московского Союза Художников, Союза Художников России.

## Биография
Родился в 1983 г. в Челябинске. Учился в ДХШ, после, в 1998 году поступил в Челябинское Художественное Училище, закончил обучение на «отлично» с отдельной похвалой комиссии. В 2004 году поступил в Российская академия живописи, ваяния и зодчества. На 3-м курсе перешел в пейзажную мастерскую. Закончил академию на «отлично» в 2010 г. Учась в Академии, участвовал в молодёжных, международных, региональных и других выставках. Участник многих пленэров, как российских, так и зарубежных.
С 2014 до 2019 являлся заведующим секцией кафедры живописи Московского Государственного Академического Художественного училища памяти 1905 года. В 2019 году стажировался в творческой мастерской А.П. и С. П. Ткачевых при Академии Художеств.
Живёт и работает в Москве. В настоящее время активно участвует в пленэрах, выставках, аукционах, сотрудничает с фондами и галереями искусств.
Работы Василия Худякова находятся в коллекциях:
- Государственного литературно-мемориального и природного музея-заповедника А. С. Пушкина «Болдино»
- Государственного мемориального историко-художественного и природного музея-заповедника В. Д. Поленова
- Вятского художественного музея имени В.М. и А. М. Васнецовых
- Гусевского историко-краеведческого музея им. А. М. Иванова
- Литературно-мемориального музея Ф. А. Абрамова в Верколе
- Галереи «Русский реализм» в Москве
- Частных коллекциях в России, Франции, Великобритании, США, Германии, Китае

## Выставки и проекты
- 2023 — Пленэрный и выставочный проект Академии Художеств «Русский Ковчег» — РАХ, Псков, Чебоксары, Москва[8]
- 2022 — Групповая выставка «Там, где начинается Родина» — Чувашский Государственный художественный музей, Чебоксары[2][9]
- 2022 — Групповая выставка «Там, где начинается Родина» — выставочный центр «Галерея», Ижевск[10][11]
- 2019 — Персональная выставка «Русский пейзаж» — школа акварели Сергея Андрияки, Москва[12][13][14]
- 2016 — Ежегодный групповой выставочный проект по итогам пленэра «Русская провинция» — МОСХ, Москва
- 2016 — Ежегодная групповая выставка «Притяжение реализма» — школа акварели Сергея Андрияки, Москва
- 2016 — Групповая выставка «Московские художники — регионам» — МОСХ, Москва
- 2016 — Групповая выставка «Мир живописи» — Подольск
- 2016 — Групповая выставка «Крымская палитра» — МОСХ, Москва
- 2015 — Персональная выставка «Лирический пейзаж» — Музей-заповедник Коломенское, Москва[15]
- 2015 — Групповая Рождественская выставка — МОСХ, Москва
- 2015 — Групповая передвижная выставка «Русский пейзаж» — Санкт Петербург — Выборг
- 2014 — Международный Фестиваль изобразительного искусства «Москва — город мира» — Москва
- 2014 — Групповая выставка «Ступени мастерства» Академии Живописи, Ваяния и Зодчества Ильи Глазунова - Манеж, Москва

- Участие с дипломным проектом
- 2014 — Групповая выставка — Художественный музей М. П. Крошицкого, Севастополь
- 2014 — 34-я Молодёжная выставка — МОСХ, Москва
- 2013 — Персональная выставка — Галерея «Измайлово», Москва[16]
- 2013 — Персональная выставка — Академии акварели и изящных искусств Сергея Андрияки, Москва[17]
- 2012 — Групповая выставка южноуральских художников «Русская провинция» — Выставочный зал Челябинского Союза Художников, Челябинск
- 2010 — Фестиваль Российского искусства — Канны[18][19][20]
- 2010 — XVIII Фестиваль изобразительного искусства «Москва — город мира», Москва
- 2009 — 7-я Международная выставка молодых художников — ВДНХ, Москва
- 2е место в номинации «живопись».
- 2008 — Групповая молодёжная выставка — МОСХ, Москва
- 2007 — Групповая выставка, посвященная 35-летию Российская Академия Живописи, Ваяния и Зодчества Ильи Глазунова — Манеж, Москва.

## Пленэры
- 2024 — Путешествие по Алтаю — Манжерок, Алтай
- 2022 — XIII Всероссийский Васнецовский пленэр[1][21], Уржум
- 2017 — Творческая поездка на Русский север, село Териберка
- 2016 — Всероссийской пленэр «Парма», Пермский край
- 2014 — Пленэрная поездка в Севастополь
- 2014 — Творческие поездки по Троице-Сергиевой лавре, реке Хопер
- 2009—2011 гг. — Творческие поездки в Ростов, Каргополь, Поленово, Суздаль, Санкт-Петербург

## Награды
- 2023 — Серебряная медаль РАХ за активную творческую деятельность[22]
- 2022 — Диплом участника XVII Всероссийского Васнецовского пленэра[21]
- 2021 — Победитель конкурса Творческих мастерских РАХ «О чем твоя Россия?»[23]
- 2019 — Благодарственное письмо от главы муниципального образования «Гусевский городской округ» за участие во Всероссийском городском пленэре «Гусев. Осень. Взгляд из центра России», за вклад в развитие культурной жизни города
- 2018 — Благодарность департамента культуры Волжской области за эффективное сотрудничество с учреждениями культуры Костромской области в связи с III Всероссийским пленэром «Волжский прибой 2018»
- 2016 — Диплом от Министерства Культуры республики Крым и Крымского художественного училища им. Н. С. Самокиша за участие во Всероссийском конкурсе-пленэра «Крымская палитра»
- 2014 — Благодарность за сотрудничество с Московским Государственным Объединённым Музеем-Заповедником в рамках проведения открытых конкурсов творческих работ «Храм вкуса»
- 2012 — Почетная грамота за активное участие в пленэре «Подольск 2012» в рамках проекта «Россия Молодая»
- 2011 — Диплом за творческие достижения в изобразительном искусстве и участие в «Передвижной академии искусств», Плес
- 2010 — Диплом 2-й степени XVIII Фестиваля изобразительного искусства «Москва — город мира» в номинации «живопись»
- 2009 — Диплом благотворительного фонда «Помощь отечественному искусству» при участии посольства Великобритании в России за участие в выставке-конкурсе «Культурное наследие России» организованном в Москве и Лондоне
- 2008 — Диплом Творческого союза художников России за вклад в отечественную культуру